# Paul Kälberer
Paul Kälberer (* 17. Dezember 1896 in Stuttgart; † 3. Januar 1974 in Sulz-Glatt) zählt als Kunstmaler und Grafiker mit seinen Werken im Zeitraum bis ca. 1936 zum Umkreis der Neuen Sachlichkeit.

## Lebenslauf
Paul Kälberer wurde 1896 in Stuttgart als Sohn einer pietistischen Handwerkerfamilie geboren. 1914 nahm er am Ersten Weltkrieg teil, 1920 kehrte er aus französischer Gefangenschaft zurück. 1920 bis 1926 studierte Kälberer an der Staatlichen Akademie der Bildenden Künste Stuttgart bei Christian Landenberger und Eckener. Er nahm 1928 zum ersten Mal an einer Ausstellung der Stuttgarter Sezession teil. Zwischen 1924 und 1933 machte er drei ausgedehnte Italienreisen, in deren Verlauf zahlreiche Werke entstanden. 1927 heiratete er die Künstlerin Gesa Rautenberg und zog von Stuttgart nach Glatt (Sulz am Neckar) um. Ab 1928 war Kälberer Mitglied des Deutschen Künstlerbunds bis zu dessen Auflösung durch die Nationalsozialisten 1936. 1930 wurde die Vereinigung Freunde schwäbischer Grafik gegründet (Mitglieder u. a. Reinhold Nägele und Wilhelm Geyer), deren Vorsitz Kälberer bis 1941 übernahm. 1933 kam es zu einer Resolution gegen die nationalsozialistische Kunstpolitik, in deren Folge er zwischen 1934 und 1938 mehrmals die Berufung an die Stuttgarter Akademie ablehnte. 
In der Zeit des Nationalsozialismus war Kälberer obligatorisch Mitglied der Reichskammer der bildenden Künste. Für diese Zeit ist seine Teilnahme an 15 großen Ausstellungen sicher belegt, darunter 1937 die Große Deutsche Kunstausstellung in München mit zwei Landschafts-Radierungen. 1937 erhielt Kälberer die Goldmedaille auf der Weltausstellung in Paris für neun Radierungen. 
1945 erfolgte die Gründung des Verbandes bildender Künstler Südwürttemberg-Hohenzollern und 1946 die Gründung der bis 1951 von ihm geleiteten Bernsteinschule. 1954 trat er engagiert für die Gesamtdeutsche Volkspartei unter Gustav Heinemann ein. Im Zeitraum von 1952 bis 1969 fertigte Kälberer zahlreiche Wandbilder und Glasfenster in öffentlichen und kirchlichen Bauten. Am 3. Januar 1974 verstarb Kälberer in Sulz-Glatt.

## Künstlerisches Wirken

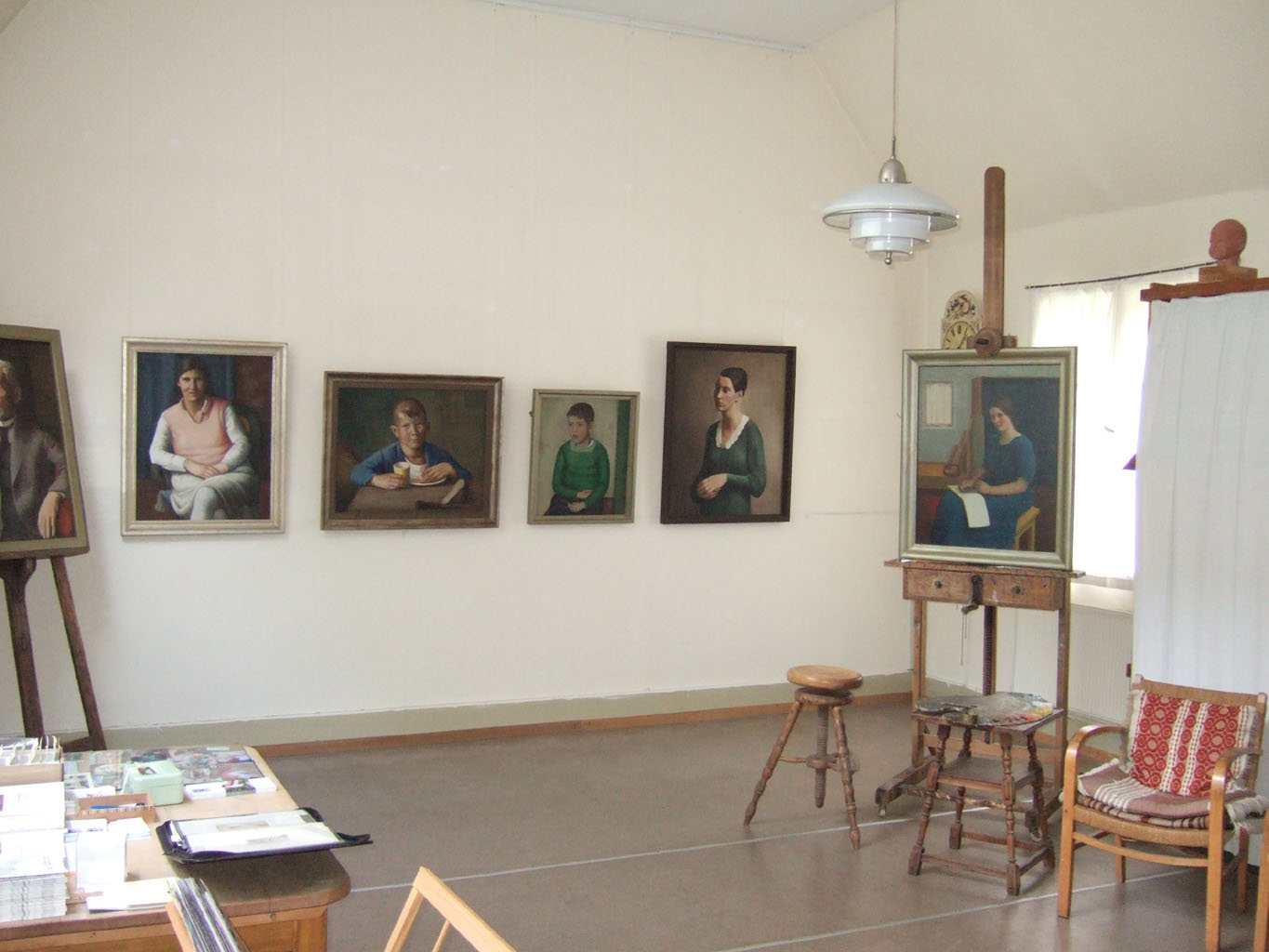
Blick in den Malraum des Ateliers der Kunststiftung Paul Kälberer

Paul Kälberer löste sich früh von seinen Lehrmeistern, um eigene Ausdrucksmöglichkeiten zu finden. So folgte er weder der spätimpressionistischen Malweise Christian Landenbergers, dessen Meisterschüler er war, noch dem eher naturalistischen Ansatz Eckeners, der ihn in die Radierkunst einwies. Er entzog sich auch dem expressionistisch-pathetischen Duktus eines Heinrich Altherr, dessen künstlerisches, kompromissloses Ethos er hingegen umso mehr zu schätzen wusste. Auf diese Wertschätzung konnte sich auch die spätere Freundschaft gründen. Paul Kälberer suchte seine „Vorbilder“ an anderer Stelle und integrierte dabei so gegensätzliche Einflüsse wie des Quattrocento, das er intensiv zeichnend und kopierend erlebte, die Niederländer des 17. Jahrhunderts, Paul Cézanne und fernöstliche Anregungen. Er war davon überzeugt, dass der Künstler seine Berechtigung nur aus seiner Individualität, aus seiner persönlichen Leistung ableiten kann, denn, so bemerkte er treffend, „sonst müsste ihm ja das genügen, was vor ihm geschaffen wurde und was neben ihm geschaffen wird“. Epigonentum, das opportunistische Mitschwimmen in einer Modeströmung werden damit von vorneherein abgelehnt.
Er setzte sich infolgedessen von Anfang an vom „sozialkritischen Flügel“ der Neuen Sachlichkeit ab, der seinem zurückhaltenden Wesen keineswegs entsprechen konnte. Dennoch, forstet man die „Checkliste“ von Franz Roh durch, in der dieser schematisch den Expressionismus der Neuen Sachlichkeit gegenüberstellt, so zeigt sich, dass fast alle Kriterien der neuen Kunstrichtung erfüllt sind: „Nüchterne Gegenstände, streng puristisch, statisch, still, kühl bis kalt, dünne Farbschicht“, um nur einige herausragende von ihnen zu nennen. Die hier aufgeführten Malmittel legen die Zuordnung zur Neuen Sachlichkeit nahe. Andererseits zeigt deren Umsetzung und mehr noch die zugrunde liegende künstlerische Konzeption auch die Grenzen der Anbindung auf. Daher ist eine Einreihung im „klassischen Flügel“ um Kanoldt und Schrimpf eher als eine Behelfslösung anzusehen, denn Paul Kälberer setzte sich seine Normen selbst, und seine Entwicklung ging in eine andere Richtung. Er selbst hätte eine Einordnung wohl auch abgelehnt.
Ein besonderes Merkmal seines Stils ist, und dies gilt für sein gesamtes Werk, ein unermüdliches Streben nach Ausgewogenheit und Harmonie, die nicht Idylle sein wollen, sondern das Ergebnis eines ausgeglichenen Dreiecksverhältnisses zwischen Gegenstand (Objekt), Empfindung (Herz) und künstlerischem Gestaltungswillen (Komposition), d. h. die Bändigung mitunter gegensätzlicher Elemente: „So können in der schöpferischen Tat die Ergebnisse sinnfälliger Wahrnehmung, verstandesmäßiger Überlegung und des begeisterten Herzens harmonisch vereinigt werden.“ Es wundert daher nicht, dass Paul Kälberer, dieser Überzeugung treu, die abstrakte Kunst nicht etwa verpasste, sondern seinen eigenen Weg weiterging.
Das Œuvre umfasst zahlreiche Ölgemälde, insbesondere Landschaften, Stillleben, Porträts, Blumen- und Tierdarstellungen. Das grafische Werk mit dem Schwerpunkt Radierung und Lithografie, beläuft sich auf mehrere hundert Blätter. Daneben sind eine größere Zahl von Wandbildern und Glasfenstern in öffentlichen und kirchlichen Gebäuden zu erwähnen. Das bisher noch kaum erforschte und bekannte zeichnerische Werk ist immens.
An die 200 Einzelausstellungen und Teilnahmen an Gemeinschaftsausstellungen im In- und Ausland allein zu Lebzeiten des Künstlers sowie das kunstpädagogische Wirken im eigenen Atelier und im Rahmen der Bernsteinschule und nicht zuletzt die organisatorischen Leistungen in der Nachkriegszeit haben die künstlerische Landschaft im süddeutschen Raum mitgeprägt.

## Hauptwerke
- Familienbildnis (1929–1931)
- Kühe an der Tränke (1927–1929)
- Rottweiler Narren (1929/1930)
- Winter auf der Alb (1927)
- Portrait Gesa Kälberer (1926/1927)
- Erinnerung an 1916 (1926–1928)

## Kunststiftung Paul Kälberer

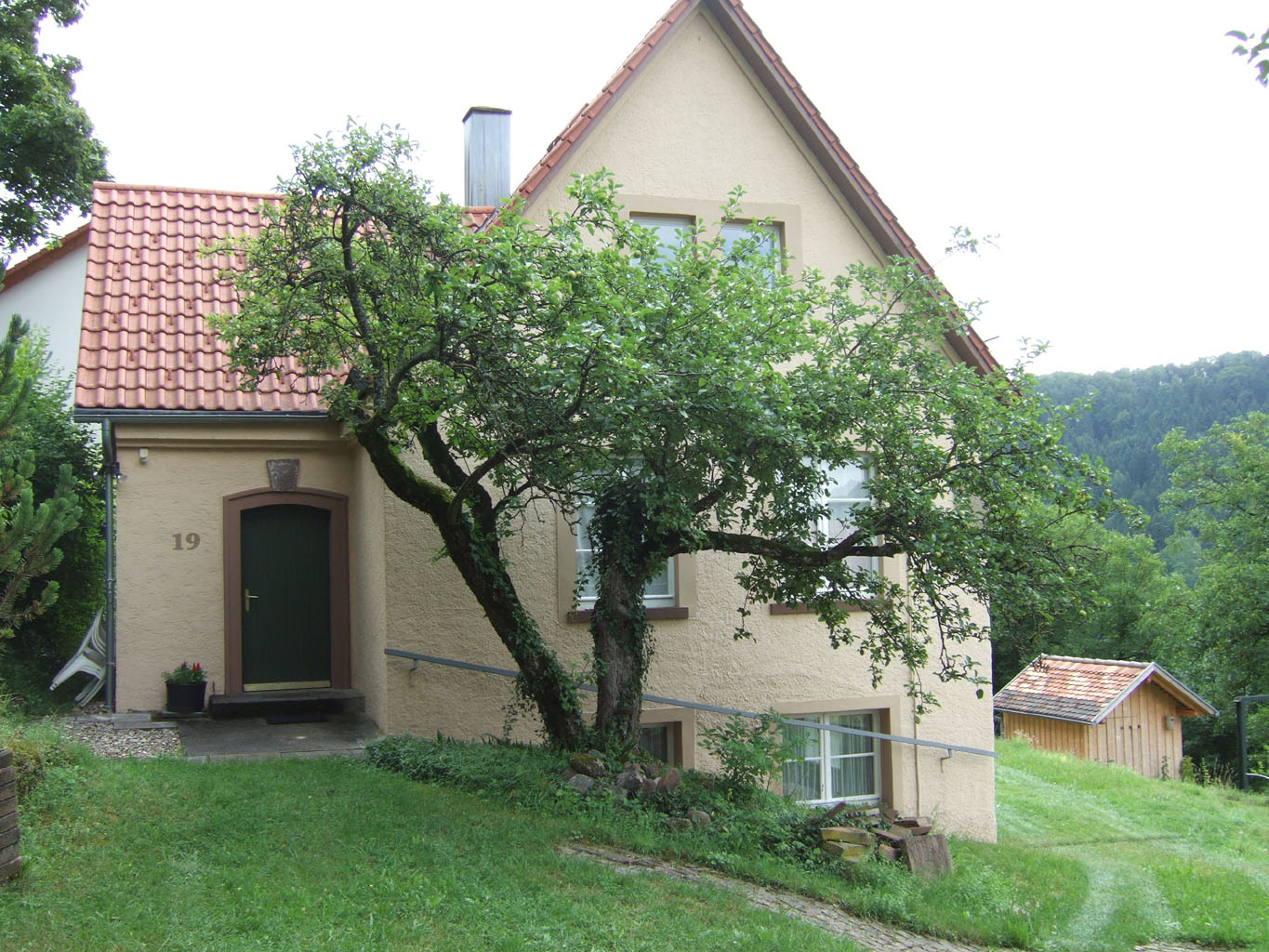
Außenansicht des Ateliers der Kunststiftung Paul Kälberer

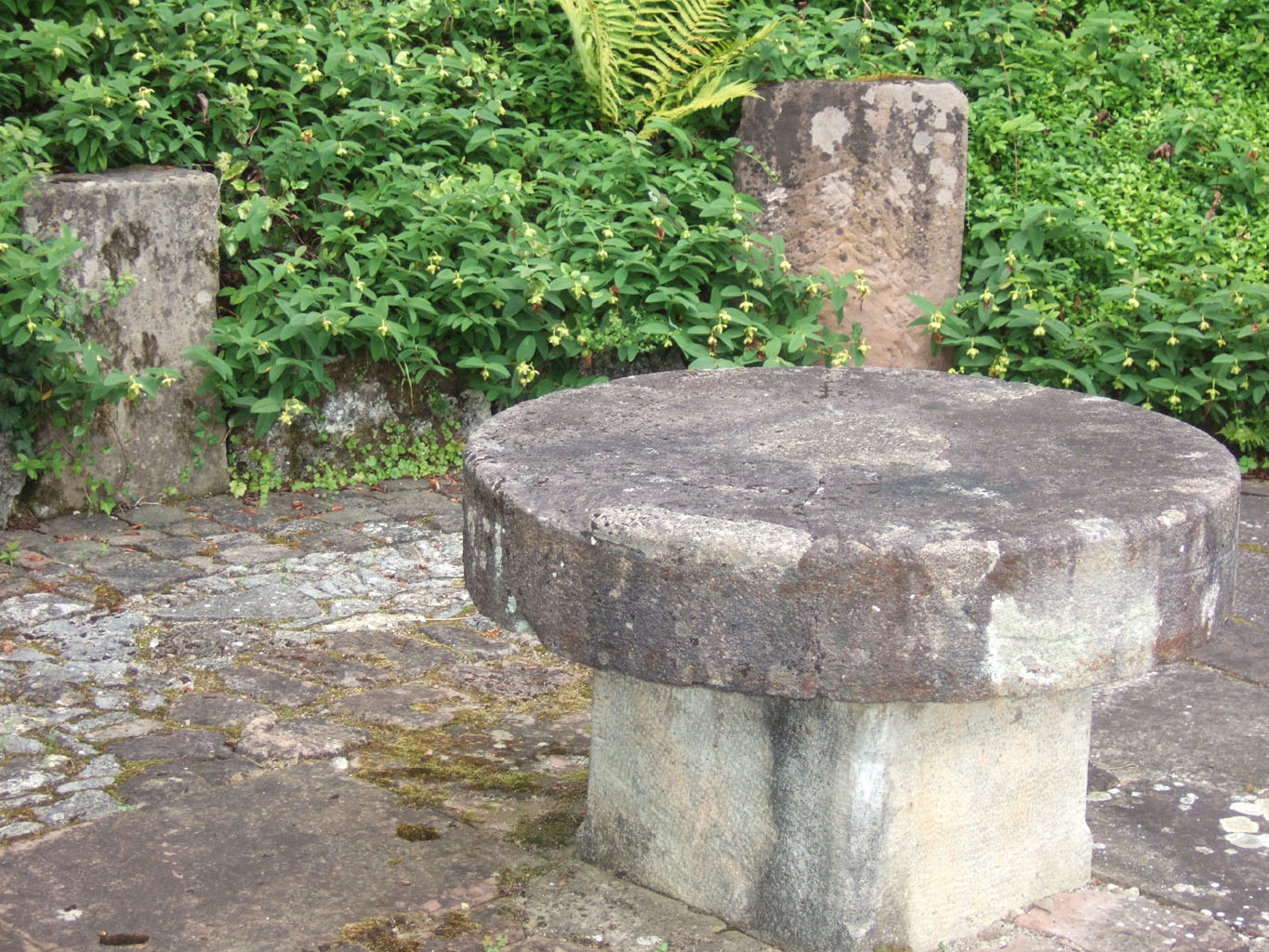
Mühlstein als Tisch im Garten der Kunststiftung Paul Kälberer

Am 17. Dezember 2008 wurde die von den sechs Kindern und vier Enkeln des Künstlers Paul Kälberer unter Beteiligung der Stadt Sulz am Neckar, des Landkreises Rottweil und der Kreissparkasse Rottweil errichtete »Kunststiftung Paul Kälberer« als rechtsfähige Stiftung anerkannt. Die Kunststiftung Paul Kälberer ist eine gemeinnützige Stiftung des bürgerlichen Rechts. Sie hat sich zur Aufgabe gemacht, das künstlerische Erbe Paul Kälberers zu bewahren. Im Sinne ihres Namenspatrons verfolgt sie das Ziel, junge Menschen an die bildenden Künste heranzuführen.
In die Stiftung wurden neben dem Ateliergebäude des Künstlers mit den zugehörigen Grundstücken auch dessen gesamtes grafisches Werk sowie dessen schriftlicher Nachlass eingebracht. Die Stiftung verwahrt über 700 Radierungen, über 400 Lithografien und mehr als 3.000 Zeichnungen sowie zahlreiche Text- und Bilddokumente.
Als Gedenkstätte spiegeln Atelier und Garten das Lebensumfeld einer Künstlerpersönlichkeit des 20. Jahrhunderts wider; sie sind in authentischem Zustand erhalten. Im Grafikraum werden ausgewählte Radierungen und Lithografien gezeigt. Im Malraum sind in wechselnden thematischen Ausstellungen Gemälde aus verschiedenen Schaffensphasen zu sehen.
Das Stiftungsareal befindet sich im Sulzer Stadtteil Glatt unweit des Ortszentrums (Paul-Kälberer-Weg 19); es ist vom Wasserschloss aus in wenigen Minuten zu Fuß erreichbar.

## Ehrungen und posthume Ausstellungen
- Goldmedaille für Radierungen auf der Weltausstellung in Paris (1937)
- Bundesverdienstkreuz 1. Klasse für den kulturellen Aufbau von Württemberg-Hohenzollern (1966)
- Zahlreiche posthume Ausstellungen (Stuttgart, Rottweil, Kunststiftung Hohenkarpfen, Freudenstadt, Böblingen, Horb, Lauterbach usw.)
- Permanente Ausstellung getragen durch den Landkreis Rottweil mit Hauptwerken im Paul-Kälberer-Kabinett des Kultur- und Museumszentrums Schloss Glatt bei Sulz